# KI-Kunst

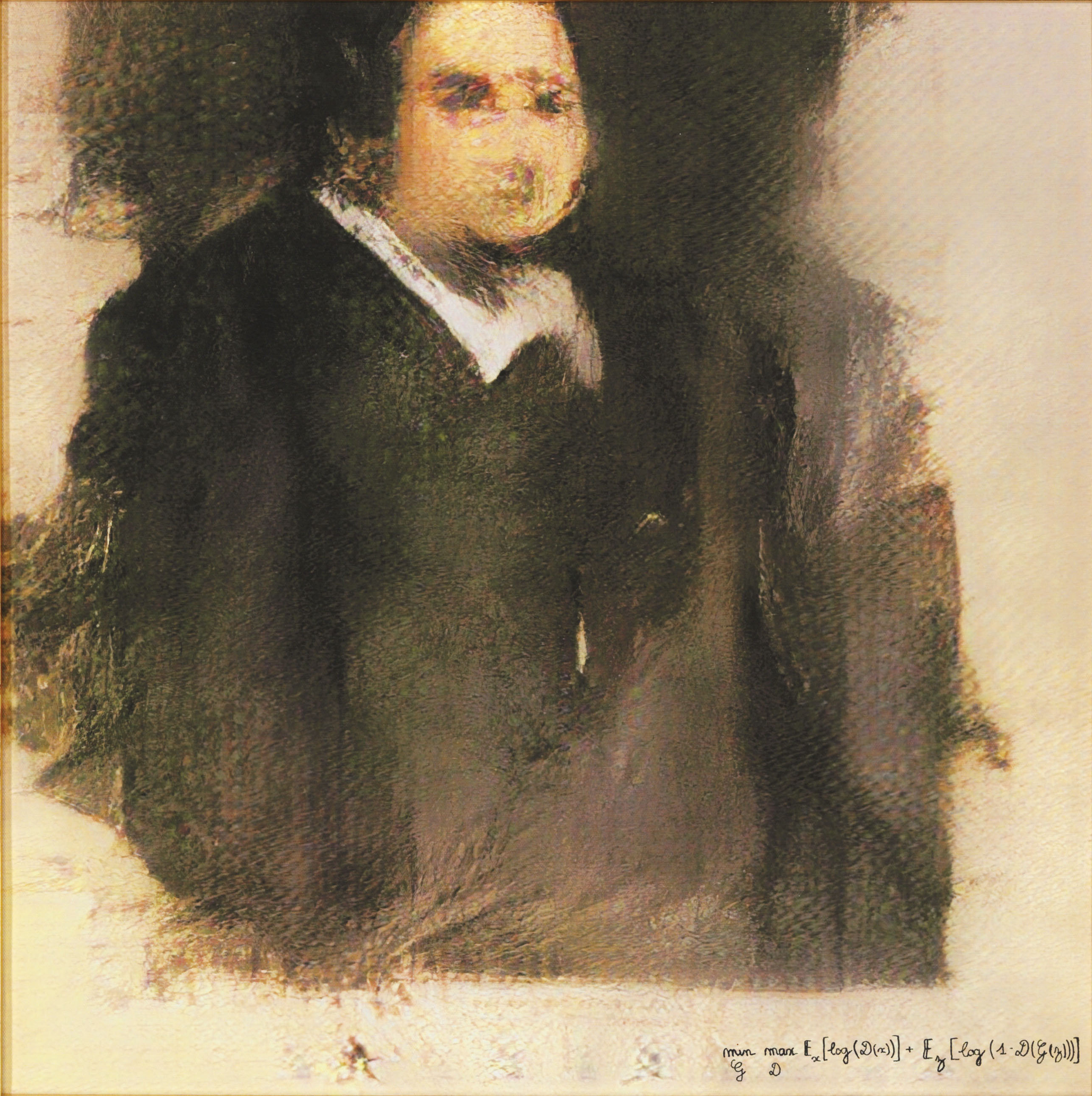
Künstlerkollekiv Obvious: Edmond de Belamy, 2018, von einer KI generiert.

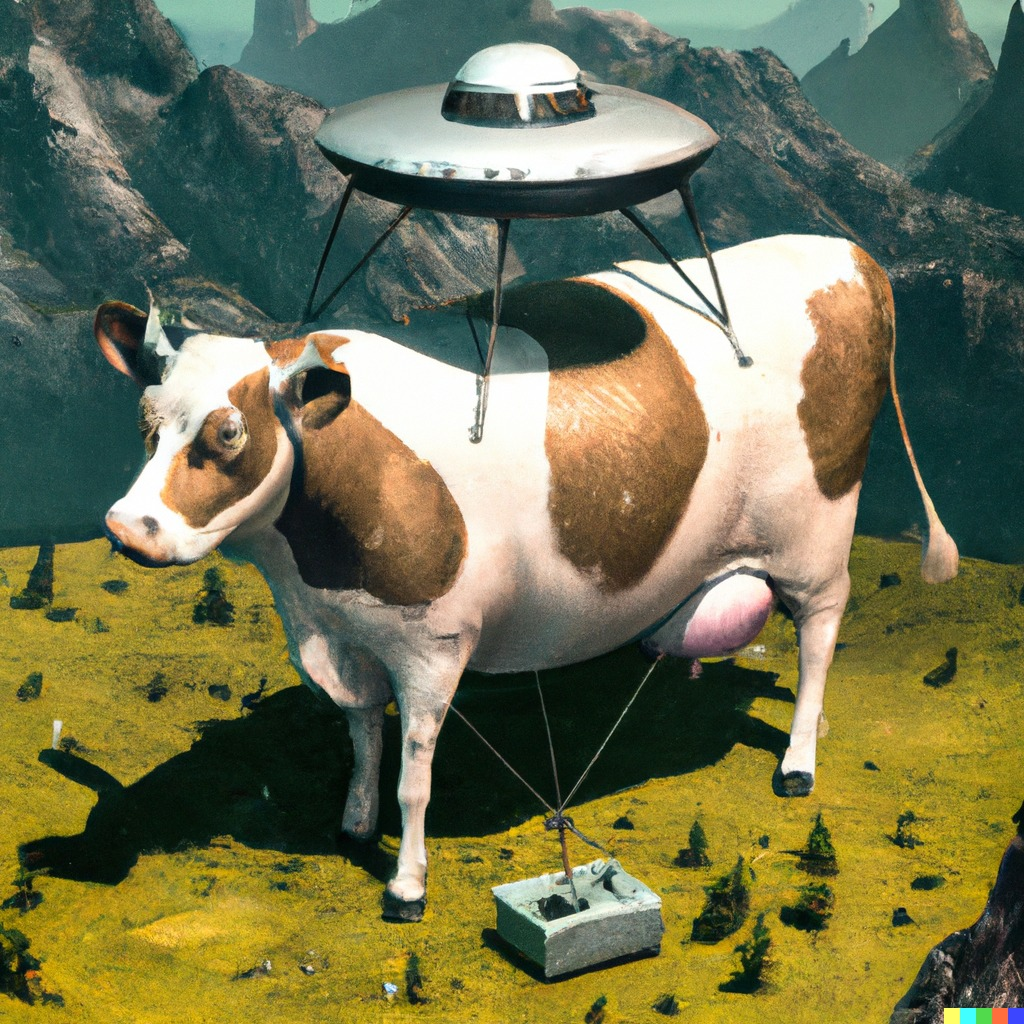
Ein von DALL-E 2 generiertes Bild, welches mit Hilfe des Prompts „1960's art of cow getting abducted by UFO in midwest“ erstellt wurde

Als Künstliche-Intelligenz-Kunst (KI-Kunst, englisch artificial intelligence art) wird die Gesamtheit aller Werke bezeichnet, die mithilfe von Künstlicher Intelligenz (KI) entstanden sind oder von dieser beeinflusst wurden, wobei eine intensive Debatte geführt wird, ob es sich bei besagten Werken tatsächlich um Kunstwerke nach der Definition des Kunstbegriffes handelt.
Sie umfasst verschiedene kreative Prozesse, bei denen maschinelle Lernverfahren, wie künstliche neuronale Netzwerke (KNN) trainiert und eingesetzt werden, um Bilder, Musik, Texte und andere Kunstformen zu generieren.
KI-Kunst lässt sich in drei Hauptkategorien unterteilen:
KI als Generator
Kunstwerke, die nahezu vollständig autonom und auf Basis weniger Vorgaben von KI-Modellen wie den Text-zu-Bild/Video- bzw. Bild-zu-Bild-Generatoren DALL-E, Midjourney, Stable Diffusion oder Flux generiert wurden.
KI als Werkzeug
Kunstwerke, die mit Hilfe von KI-Werkzeugen bearbeitet wurden, etwa durch eine maschinelle Nachbearbeitung mit der DeepDream-Technik.
KI als Inspiration
Kunstwerke, bei denen KI-generierte Inhalte als Anregung für menschliche Kunst dienen – sei es durch eine direkte Übertragung oder die kreative Weiterentwicklung von KI-generierten Ideen und Motiven.
Der für die KI-Kunst zentrale Begriff der Künstlichen Intelligenz lässt sich dabei auf die Dartmouth Conference 1956 zurückführen, die den Grundstein für KI als eigenen Forschungsbereich legte. Nachdem bereits in den 1960er Jahren kreative, künstlich erzeugte Darstellungsformen in der Computerkunst entstanden, ermöglichten es vor allem technische Entwicklungen im Bereich der Computer Vision und später im Bereich des maschinellen Lernens, dass Künstliche Intelligenz zunehmend als eigenständiges kreatives Werkzeug im Kunstbetrieb eingesetzt wird. Dabei wirft KI-Kunst eine Vielzahl an Fragen und Debatten auf – etwa zu Urheberschaft, Kreativität, ethischer Verantwortung, dem Wert von Kunst sowie zum Einfluss algorithmischer Prozesse auf traditionelle Kunstverständnisse.

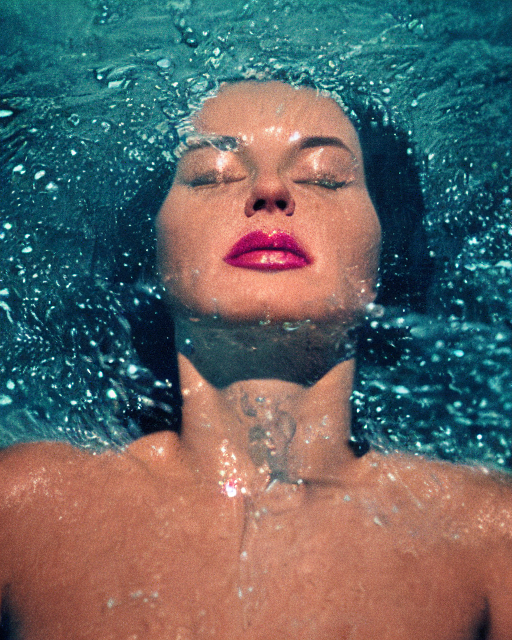
Ein von Stable Diffusion generiertes Bild, welches mit Hilfe des Prompts „Oversaturated burned light leak expired film photo of a woman’s resting face submerged in a bubbly opaque liquid“ erstellt wurde

## Historische Entwicklung
Das Aufkommen Intelligenter Maschinen ist kein Phänomen aus dem 21. Jahrhundert.
Die Frage nach der Übertragbarkeit menschlichen Intellekts auf Maschinen fand ihren Ursprung bereits in der Antike.
In den 1950er Jahren bring Alan Turing mit dem Turing-Test und der Intelligent Machinery die erste Auseinandersetzung mit diesem Thema die auf Wissenschaft basiert. Turing stellte sich dabei die Frage, ob Maschinen denken können.
Die Dartmouth Conference, die als Geburtsstunde der Künstlichen Intelligenz gilt, findet im Jahr 1957 statt, im selben Jahr kamen zugleich die ersten neuronalen Netze, darunter „Perzeptron“ von Frank Rosenblatt auf. 1969 entwickelt Edward Feigenbaum das chemische Expertensystem „DENDRAL“.
Bis zum Jahr 1986, mit der Gründung des Konnektionismus, einem Problemlösungsansatz in der Kybernetik, machte die Entwicklung der Künstlichen Intelligenz keine großen Fortschritte.
Es gibt viele Mechanismen für die Schaffung von KI-Kunst, darunter die prozedurale, „regelbasierte“ Generierung von Bildern anhand mathematischer Muster, Algorithmen, die Pinselstriche und andere gemalte Effekte simulieren, und Algorithmen der künstlichen Intelligenz oder des Deep Learning wie Generative Adversarial Networks (GANs) und Transformatoren.
Die ersten Ausstellungen zu Computerkunst wurden nicht von Künstlern, sondern Wissenschaftlern fast Zeitgleich im Jahr 1965 sowohl in den USA als auch in Deutschland abgehalten. In New York fand eine solche Ausstellung in der Howard Wise Gallery durch Bela Julesz und A. Michael Noll statt, in Deutschland veranstalteten sie Georg Nees und Frieder Nake in der Galerie Niedlich in Stuttgart. Die US-amerikanische Ausstellung entstand im Rahmen eines Forschungsprojekts in den Bell Laboratories zum Thema visuelle Wahrnehmung, damit trugen die Forschenden maßgeblich zu Entwicklung von Computergrafiken bei. Das deutsche Pendant entstand an der Technischen Hochschule Stuttgart unter Max Bense.
Eines der ersten bedeutenden KI-Kunstsysteme ist AARON, das von Harold Cohen ab Ende der 1960er Jahre entwickelt wurde. AARON ist das bemerkenswerteste Beispiel für KI-Kunst in der Ära der GOFAI-Programmierung, weil es einen symbolischen, regelbasierten Ansatz zur Erzeugung technischer Bilder verwendet. Cohen entwickelte AARON mit dem Ziel, den Akt des Zeichnens zu kodieren. In seiner primitiven Form erstellte AARON einfache Schwarz-Weiß-Zeichnungen. Später vollendete Cohen die Zeichnungen selber, indem er sie malte. Im Laufe der Jahre entwickelte er AARON weiter, so dass es auch ohne seine Hilfe malen konnte, und zwar mit speziellen Pinseln und Farben, die vom Programm selbst und ohne Vermittlung von Cohen ausgewählt wurden.
Der wahre Durchbruch in der KI-Kunst begann jedoch mit der Entwicklung moderner maschineller Lernverfahren und neuronaler Netzwerke. Diese Technologien erlauben es Computern, Muster in großen Datenmengen zu erkennen und auf dieser Basis eigenständig neue Inhalte zu erstellen. In den 2010er Jahren erlebte das maschinelle Lernen, insbesondere das Deep Learning, einen Aufschwung, was es den Computern ermöglichte, kreative Aufgaben zu übernehmen.
Seit ihrer Entwicklung im Jahr 2014 werden GANs häufig von KI-Künstlern verwendet. Dieses System verwendet einen „Generator“, um neue Bilder zu erstellen, und einen „Diskriminator“, um zu entscheiden, welche erstellten Bilder als erfolgreich angesehen werden. Neuere Modelle verwenden Vector Quantized Generative Adversarial Network und Contrastive Language-Image Pre-training (VQGAN+CLIP). Die Durchbrüche generativer Bild-KI der frühen 2020er Jahre beruhen insbesondere auf der Entwicklung von CLIP und dessen Potenzial zum Zero-Shot-Learning. GANs sind beschränkt auf die Identifikation und Generierung von Klassen, die bereits im Trainingsdatensatz angelegt waren. Zero-Shot-Learning bezeichnet hingegen die Fähigkeit eines KI-Modells neue Daten zu klassifizieren und zu generieren, die nicht im Datensatz enthalten waren oder vielleicht gar nicht existieren, wie z. B. ein „Avocado-Sessel“.
DeepDream, das 2015 von Google veröffentlicht wurde, verwendet ein Convolutional Neural Network, um mittels algorithmischer Pareidolie Muster in Bildern zu finden und zu verstärken und so ein traumähnliches psychedelisches Erscheinungsbild in den absichtlich überbearbeiteten Bildern zu erzeugen.
Mehrere Programme großer Unternehmen nutzen KI, um auf der Grundlage verschiedener Texteingaben (sogenannter prompts) eine Vielzahl von Bildern zu erzeugen. Dazu gehören DALL-E von OpenAI, das im Januar 2021 eine Reihe von Bildern veröffentlichte, Imagen und Parti von Google Brain, die im Mai 2022 angekündigt wurden, und NUWA-Infinity von Microsoft.

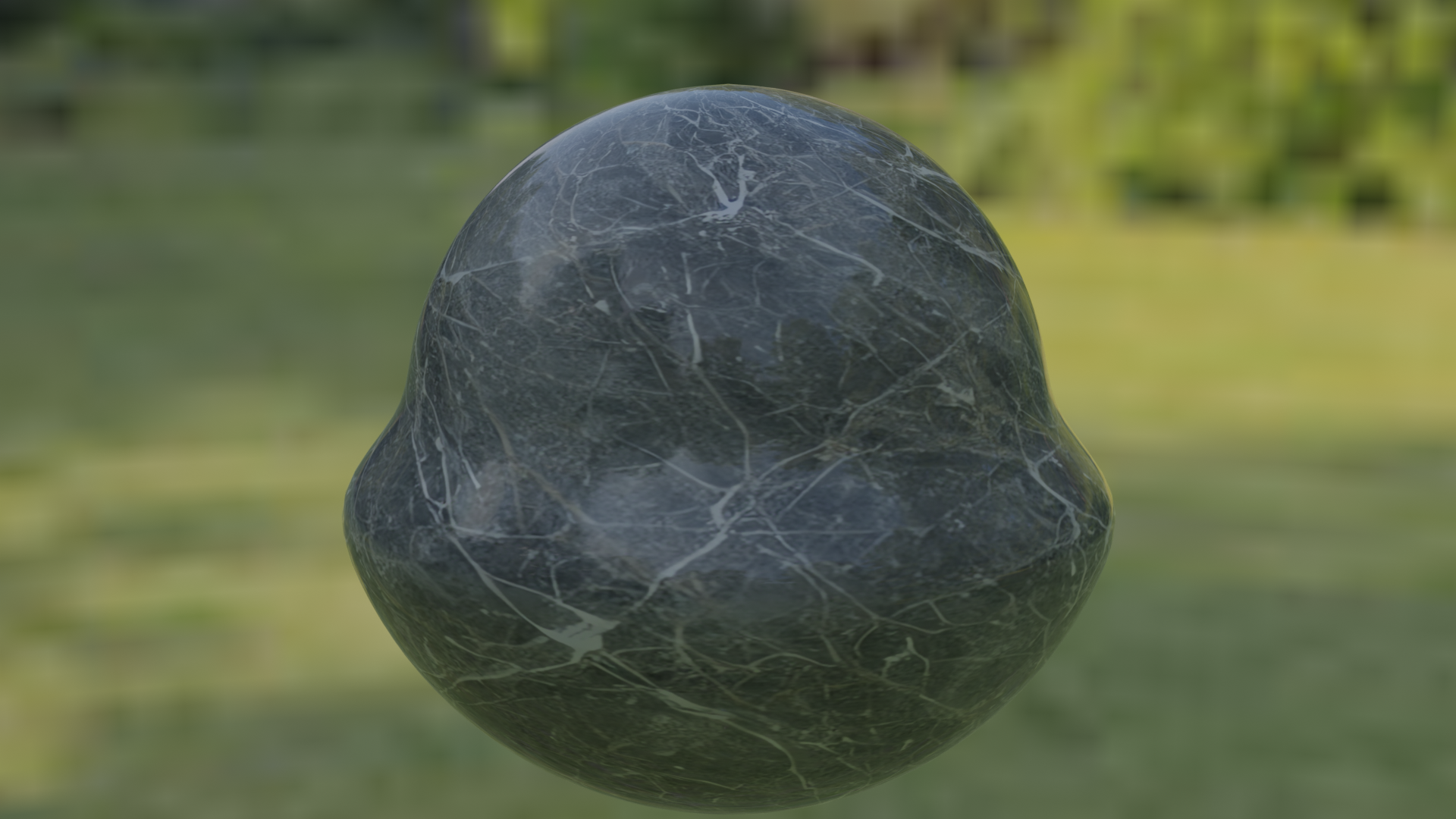
Beispiel einer KI-generierten Textur, 2022

Es gibt viele andere Programme zur Erzeugung von KI-Kunst, deren Komplexität von einfachen mobilen Anwendungen für Verbraucher bis hin zu Jupyter-Notebooks reicht, die leistungsstarke Grafikprozessoren benötigen, um effektiv zu arbeiten. Beispiele hierfür sind Midjourney und StyleGAN, neben vielen anderen. Am 22. August 2022 wurde mit Stable Diffusion das erste solche Modell veröffentlicht, dessen Quellcode vollständig Open Source ist.
Stable Diffusion wird unter anderem als Werkzeug in der 3D-Animation verwendet. Beispielsweise wurde für die Open-Source-Software Blender ein Plug-in veröffentlicht, um Texturen zu generieren. Diese haben den Vorteil, urheberrechtlich frei verwendbar zu sein und dass sie sehr individuell erstellt werden können.

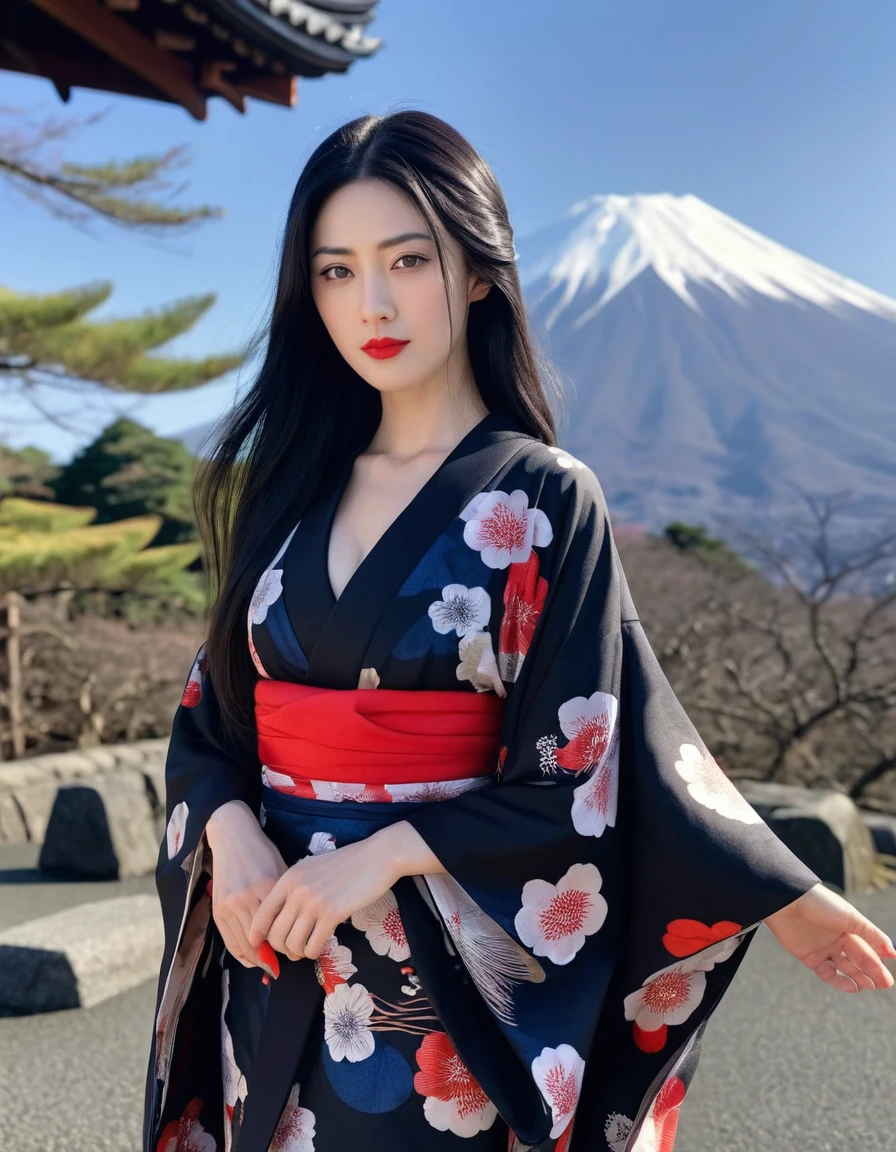
Hochrealistische Darstellung einer Japanerin … jedoch mit drei Armen; 2024 ein typischer KI-Fehler (der zugrunde liegende prompt lautete: „japanese woman with long hair and red lips, dress is kimono, background mount fuji“)

Noch entstehen bei der Umsetzung von prompts – vor allem bei der Darstellung von Lebewesen – immer wieder sachliche Fehler, die mehr oder weniger leicht erkennen lassen, dass es sich um KI-generierte Werke handelt. Besonders häufig sind etwa Fehler bei der Anzahl von Gliedmaßen, insbesondere bei menschlichen Händen. Auch die Darstellung von Händen wirkt oft unrealistisch. Manchmal werden selbst grobe Fehler beim flüchtigen Betrachten übersehen, da die Gesamtdarstellung ausgesprochen realistisch wirkt. Die Hersteller bringen in rascher Folge neue Programmversionen heraus, um diese Fehler zu minimieren.

## Arten von KI-Kunst
KI-Kunst-Programme wie Midjourney, DALL-E oder Stable Diffusion sind Beispiele für Generative KI-Kunst, eine Form von KI-Kunst an der Schnittstelle zur Generativen Kunst. Zur Generativen KI-Kunst gehören neben diesen Bild- und Videogeneratoren auch Tools zur Erschaffung von Lyrik oder Musik. Generative-KI wurde beispielsweise genutzt, um eine mögliche Fortführung von Beethovens unvollendeter 10. Sinfonie vorzuschlagen.
Neben der Generativen KI-Kunst gibt es auch weitere Arten von KI-Kunst, bei der keine digitalen Medien generiert werden, sondern KI z. B. genutzt wird, um Menschen zu analysieren oder Interaktionen zu steuern. Beispiele hierfür sind die Installation „Smile to Vote“, die mittels Gesichtserkennung die politischen Präferenzen eines Menschen schätzt, oder die Installation „Smart Hans“, die mittels Mustererkennung rät, an welche Zahl ein Mensch gerade denkt.
Bei KI-Kunst-Projekten wie dem humanoiden Roboter Ai-Da oder dem „dezentralen autonomen Künstler“ Botto übernimmt die Künstliche Intelligenz zunehmend die Autorenschaft und entscheidet größtenteils autonom über die Inhalte ihrer Kunst. Botto versucht zusätzlich die wirtschaftliche Seite der Kunst abzubilden und nutzt Smart Contracts, um eigenständig Auktionen seiner KI-Kunstwerke einzuleiten und Einnahmen zu verwalten.

## KI-Kunst im Kunstbetrieb

### KI-Kunst in der Kunstproduktion und der Kreativbranche
Seit den frühen 2020er-Jahren haben sich generative KI-Modelle zunehmend in der Öffentlichkeit etabliert und Auswirkungen auf die Kunstproduktion und die Kreativbranche. Dies führte zu interdisziplinären Debatten über Urheberschaft, Kreativität sowie die allgemeine Rolle und Nutzung von KI in der Kunst.
Im Bereich der Kunstproduktion lassen sich unterschiedliche Ansätze zum Umgang mit KI und KI-Kunst feststellen:
In einigen Werken wird die KI selbst zum eigenständigen, künstlerischen Akteur. Ein bekanntes Beispiel dafür ist das KI-generierte Gemälde Edmond de Belamy des Künstlerkollektivs Obvious, das 2018 bei Christie’s versteigert wurde.
In anderen Arbeiten wird KI als Werkzeug in der künstlerischen Produktion eingesetzt. Ein Beispiel für eine solche Kollaboration stellen die Arbeiten von Sofia Crespo dar. Die Künstlerin verwendet künstliche neuronale Netzwerke zur Erzeugung von Bildern, die Technik mit Natur kombinieren. Auch Mario Klingemann setzt künstliche Intelligenz als kreativen Partner ein, indem er neuronale Netzwerke für die Erforschung neuer künstlerischer Ausdrucksformen nutzt.
Der Künstler Patrick Tresset integriert in seinen Arbeiten unter anderem Robotertechnologie und KI und thematisiert KI(-Kunst) darüber hinaus als Reflexionsobjekt.
Mit dem verstärkten Einsatz von KI und besonders von generativen KI-Modellen in der Kreativbranche verändern sich auch Berufsbilder in diesem Bereich. Künstlerinnen und Künstler und andere kreative Berufe stehen in Konkurrenz zu KI-Technologien, die deutlich kosteneffizienter arbeiten. Gleichzeitig entstehen neue Arbeitsweisen, die durch KI-basierte Plattformen innovative Kollaborationen und Kunstprojekte ermöglichen. Der Einsatz von KI verändert darüber hinaus auch die Beziehungen zwischen unterschiedlichen kreativen Disziplinen wie der bildenden Kunst und der Musik.

### KI-Kunst im Ausstellungs- und Institutionalisierungskontext

#### Vorgeschichte: Erste Ausstellungen von Computerkunst
Die erste Ausstellung zur Computerkunst präsentierte der Mathematiker und Programmierer Georg Nees vom 5. bis zum 19. Februar 1965 in der Studiengalerie der Technischen Hochschule Stuttgart unter dem Titel Computer-Grafik. Gezeigt wurden Werke, die mithilfe der Programmiersprache ALGOL und dem Siemensrechner System 4004 sowie einem lochbandgesteuerten Zeichengerät erstellt wurden.
Kurz darauf fand im April 1965 mit Computer-generated pictures in der Howard Wise Gallery in New York die erste Ausstellung dieser Art in den USA statt. Sie umfasste 25 computergenerierte Werke von A. Michael Noll und Béla Julesz, präsentiert als großformatige 2D Drucke und stereographische 3D Arbeiten.
Eine bedeutende internationale Ausstellung war Cybernetic Serendipity, kuratiert von Jasia Reichardt, die vom 2. August bis 20. Oktober 1968 im Institute of Contemporary Arts (ICA) in London stattfand und anschließend durch die USA tourte. Sie umfasste Werke aus den Bereichen Kybernetik, Computergrafik, Musik und Poesie von Künstlern wie Georg Nees, Frieder Nake und John Whitney.
Mit Computer Graphics. Une ésthétique programmée fand vom 11. Mai bis 6. Juni 1971 im Musée d’Art Moderne de la Ville de Paris die erste museale Einzelausstellung computergenerierter Kunst statt. Gezeigt wurden Arbeiten von Manfred Mohr, die am Computer erzeugt und vollautomatisch gezeichnet wurden.

#### KI-Kunst

##### Festivals, Zentren und Projekte
Noch bevor ab den 2000er Jahren die Medienkunst, die digitale Kunst und später dann die Künstliche Intelligenz Einzug in Museen hielten, hatten sich diese Formen bereits auf Festivals etabliert.
Ein bedeutendes Beispiel ist das 1979 gegründete Ars Electronica Festival in Linz, das sich seit seiner Gründung als ein Ort für den Dialog zwischen Kunst, Technologie und Gesellschaft versteht. Es dient als Plattform für kulturelle, künstlerische und wissenschaftliche Debatten und findet jährlich statt. In Deutschland hat sich seit 2004 die transmediale in Berlin als vergleichbares Festival etabliert und bietet eine Plattform für die kritische Reflexion über kulturelle und technologische Prozesse. Seit 2022 gibt es zudem die KI Biennale, ein Festivalprojekt, das sich explizit der Künstlichen Intelligenz widmet und dabei Themen zwischen Wirtschaft, Wissenschaft, Kunst und Gesellschaft behandelt.
Neben Festivalprojekten gibt es auch einige Institutionen, die Kunst und KI in Bezug auf gesellschaftliche Entwicklungen untersuchen, wie das 1989 gegründete Zentrum für Kunst und Medien (ZKM) in Karlsruhe sowie das seit 2011 in Basel ansässige Haus der elektronischen Künste.
Darüber hinaus existieren zahlreiche Projekte, die sich mit der Schnittstelle von Kunst und KI befassen, wie das European ARTificial Intelligence Lab oder das Förderprogramm Kunst und KI der Kulturstiftung des Bundes, das von 2024 bis 2028 Projekte im Bereich der KI-Technologie fördert. Ein Teilprojekt ist Training the Archive, das Anwendungsmöglichkeiten von KI in der Museumspraxis erforscht.

##### Ausstellungen (Auswahl)
Vom 12. Juni bis 6. Juli 2019 präsentierte die The Barn Gallery des St. John’s College in Oxford unter dem Titel Unsecured Futures die Eröffnungsausstellung von Ai-Da, der weltweit ersten humanoiden, ultrarealistischen Roboterkünstlerin. Entwickelt von dem britischen Galeristen Aidan Meller in Zusammenarbeit mit Forschern der Oxford University, kann Ai-Da mithilfe von Kameras, Grafikalgorithmen, Künstlicher Intelligenz und einem Roboterarm sowohl sprechen als auch malen.
Vom 24. September bis 1. Oktober 2020 zeigte der Künstlerverbund im Haus der Kunst in München die Ausstellung Götzendämmerung. Twilight of the Idols. Die Ausstellung richtete ihren Fokus auf elektronische Gegenwartskunst und die Rolle der Künstlichen Intelligenz in der Kunst. Sie zeigte Werke von Sougwen Chung, Patrick Tresset und dem französischen Kunstkollektiv Obvious. Die Ausstellung ist als virtueller Ausstellungsraum digital begehbar.
Vom 31. Januar bis 30. Juli 2023 fand in den Museen Bad Oeynhausen und Rinteln die Doppelausstellung Alles Kunst! Meisterwerke der Künstlichen Intelligenz statt. Sie ist die erste Ausstellung in Deutschland, deren Bilder, Texte, Musik und Filme nahezu vollständig KI-generiert sind.
Im März 2025 startete in Berlin die Ausstellung RIVALEN. Fotografie vs. Promptografie, die Fotografie und KI-generierte Werke gegenüberstellt.
Die Berliner Galerie GEDOK zeigte vom 23. Mai bis 22. Juni 2025 im Rahmen der Gruppenausstellung TRAUM - WIRKLICHKEIT - KÜNSTLICHE WELTEN auch KI-visualisierte Arbeiten der interdisziplinären Künstlerin Orla Wolf, die u. a. ihre Arbeit Selbstporträt einer KI ausstellte. Grundlage für dieses Werk war ein von Wolf verfasster Prompt, der die KI aufforderte, ein Bild von sich selbst zu erstellen.

##### Museen und Galerien
Neben temporären Ausstellungen etablieren sich auch eigenständige Museen und Galerien, die sich auf KI-Kunst spezialisieren.
Mit der Dead End AI gallery in Amsterdam eröffnete 2023 die weltweit erste KI-Kunstgalerie, die KI-generierte Kunstwerke geschaffen von insgesamt elf KI-Künstlerinnen und -Künstlern präsentiert.
Ende 2025 ist in Los Angeles das erste Museum für KI-Kunst, DATALAND, geplant. Gegründet von dem Medienkünstler Refik Anadol und seiner Partnerin Efsun Erkiliç, wird das Museum im The Grand LA-Komplex beheimatet sein. Ziel des Museums ist es, die Beziehung zwischen Technologie und Kunst sowie zwischen Mensch und Maschine zu erforschen und dabei besonders auf nachhaltige, ethische KI-Praktiken zu setzen.

### KI-Kunst in Wettbewerben
Wettbewerbe sind traditionell ein fester Bestandteil des Kunstbetriebs und tragen sowohl auf nationaler als auch internationaler Ebene zur Entwicklung der Kunstszene bei. Mit dem Aufkommen von KI-generierter Kunst haben sich auch neue Wettbewerbsformate etabliert.

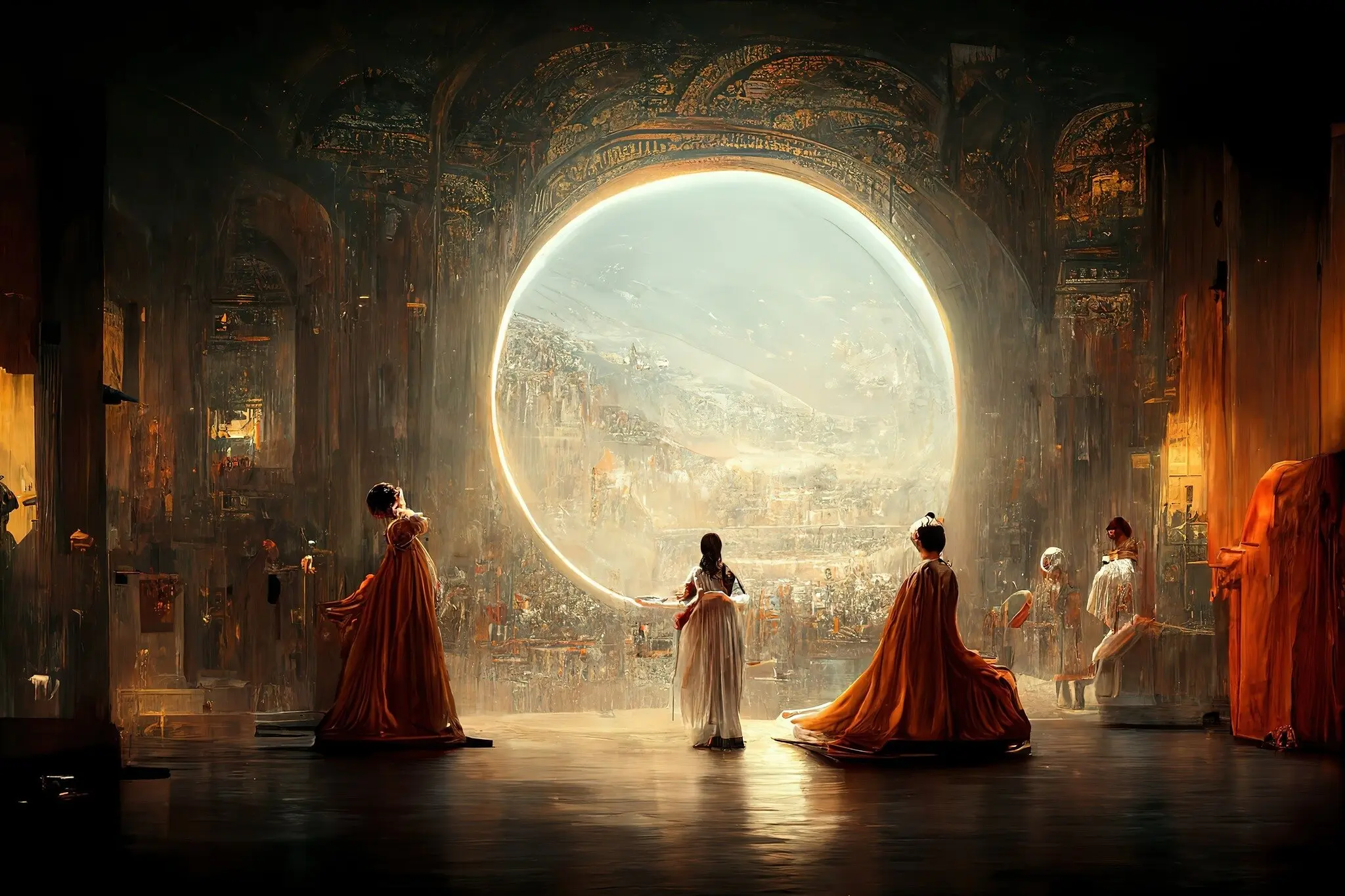
Jason M. Allen: Théâtre d’Opéra Spatial (dt. Weltraum-Opern-Theater), 2022, KI-generiertes Werk erstellt mit Midjourney, Wettbewerbsbeitrag der Colorado State Fair

Internationale Aufmerksamkeit erlangte 2022 der US-Unternehmer Jason Allan mit seinem Werk Théâtre D'opéra Spatial, das auf der Colorado State Fair in der Kategorie „Digitale Kunst/Digital manipulierte Fotografie“ den ersten Preis gewann. Eine öffentliche Debatte löste das Bild aus, da Allan es mit Hilfe des Text-zu-Bild-Generators Midjourney (Mit der aktuelle Version 6.1 vom 30. Juli 2024 auch Bild-zu-Bild Generator) kreiert hatte. Während Allan selbst zu Protokoll gab, er habe im Vorfeld die Beteiligung von Midjourney an der Bilderstellung bekannt gegeben, löste die Preisverleihung eine öffentliche Debatte über die Kreativität und Rolle von KI in der Kunst und Fragen der Urheberschaft aus.
Ebenfalls für Diskussionen sorgte der Berliner Fotograf Boris Eldagsen 2023 mit seinem Werk Pseudomnesia: The Electrician, für das er bei den Sony World Photography Awards mit dem ersten Preis ausgezeichnet wurde. Diesen lehnte Eldagsen jedoch ab und begründete seine Entscheidung damit, dass die vermeintliche Fotografie mithilfe Künstlicher Intelligenz entstand, was der Fotograf den Verantwortlichen vorab nicht mitgeteilt hatte. Er selbst äußerte nachträglich, dass er das Bild eingereicht habe, „um herauszufinden, ob die Wettkämpfe für KI-Bilder vorbereitet sind.“ Eldagsen prägte in diesem Kontext den Begriff der Promptologie, der sich auf die Erstellung von Bildwerken mithilfe sogenannter Prompts bezieht.
Bereits seit 2012 vergibt außerdem der internationale Lumen Prize Auszeichnungen an Künstlerinnen und Künstler im Bereich digitaler und technologiebasierter Kunst.
Inzwischen haben sich auch speziell auf KI-Kunst ausgerichtete Wettbewerbe etabliert. So wurde 2024 erstmals der Human AI Art Award, initiiert vom Kunstmuseum Bonn und der Deutschen Telekom, an die Künstlerin Lauren Lee McCarthy verliehen.
Im selben Jahr führte der seit 1987 jährlich veranstalteten internationale Prix Ars Electronica erstmals den AI in Art Award als neue Wettbewerbskategorie für KI in der Kunst ein. Die „Goldene Nica“ wurde an den Medienkünstler Paul Trillo für ein KI-generiertes Musikvideo für den Musiker Washed Out verliehen, das mit dem SORA-Videomodell von OpenAI erstellt wurde.

### KI-Kunst auf dem Kunstmarkt
Bei einer Versteigerung von KI-Kunst im Auktionshaus Christie’s in New York im Jahr 2018 erzielte das KI-Kunstwerk Edmond de Belamy einen Preis von 432.500 US-Dollar und lag damit deutlich über dem Schätzwert von 7.000 bis 10.000 US-Dollar. Das Kunstwerk wurde von Obvious, einem in Paris ansässigen Künstlerkollektiv, geschaffen.
2019 erzielte Mario Klingemanns Memories of Passersby I bei einer Auktion von Sotheby’s rund 50.000 US-Dollar. Das Werk besteht aus einer Konsole mit zwei Bildschirmen, auf denen ein neuronales Netzwerk kontinuierlich neue Porträts auf Basis historischer Bilddaten aus dem 17. bis 19. Jahrhundert generiert.
Mit Machine Hallucinations, einer umfassenden NFT-Kollektion von Refik Anadol, die zwischen 2016 und 2021 in Zusammenarbeit mit der NASA JPL entstand, erreichte der Künstler bei einer Auktion von Sotheby’s für Einzelstücke Verkaufspreise bis zu 2,35 Millionen US-Dollar. Kreiert wurden die „ästhetischen Datenskulpturen“ auf Basis von über zwei Millionen Rohbildern der Internationalen Raumstation, dem Hubble-Teleskop und des MRO Observatoriums.
Bei Charity-Auktionen im Jahr 2022 sammelte Refik Anadol außerdem mit zwei KI-Kunstwerken 1,38 Mio. US-Dollar für Casa Batlló und 1,7 Mio. US-Dollar für UNICEF.
Im November 2024 wurde das vom humanoiden Roboter Ai-Da angefertigte Gemälde AI-God beim Auktionshaus Sotheby’s versteigert. Ai-Das Porträt von Alan Turing erzielte bei einer Versteigerung einen Erlös von 1,2 Millionen Euro.
Parallel dazu fand die Auktion „Exorbitant Stage: Botto, a Decentralized AI Artist“ statt. Dabei erzielt der von Mario Klingemann erschaffene „dezentrale autonome Künstler“ Botto mit selbstgenerierten Bildern einen Auktionserlös von insgesamt ca. 350.000 US-Dollar. Seit seiner Gründung im Jahr 2021 hat Botto durch regelmäßig generierte und versteigerte Werke einen Gesamtumsatz von rund 6 Millionen US-Dollar erzielt.
Im Februar 2025 veranstaltete Christie’s in New York eine Auktion mit dem Titel Augmented Intelligence bei der ausschließlich KI-generierte Kunstwerke angeboten wurden. Das Auktionsvorhaben löste unter Kunstschaffenden eine Debatte aus. In einem Offenen Brief, der mehr als 5600 Mal unterzeichnet wurde, forderte man die Absage der Auktion. Die Versteigerung fand trotz Kontroversen statt. 14 von 34 zum Verkauf stehenden Werke blieben ohne gültige Gebote oder erzielten weniger als den geschätzten Mindestpreis. Lediglich das Kunstwerk Machine Hallucinations – ISS Dreams – A des Digitalkünstlers Refik Anadol lag mit 277.200 US-Dollar über dem Schätzpreis. Insgesamt erzielte die Auktion nach eigenen Angaben von Christie’s, eine Summe von 728.784 US-Dollar.
Die Monetarisierung von KI-Kunst erfolgt zunehmend auch über spezialisierte Online-Plattformen wie SuperRare oder Verse, die den Handel mit digitalen und KI-basierten Werken fördern. In diesem Kontext spielen auch NFTs (Non-Fungible Tokens) eine wichtige Rolle als Authentifizierungsmechanismus.
Neben der Etablierung von KI-Kunst auf dem Kunstmarkt, beeinflussen auch KI-Technologien zunehmend die Mechanismen der Kunstbewertung im Kontext des Kunstmarktes. Auf Basis von Analysen umfangreicher Datensätze – etwa zu historischen Auktionsverläufen und Preisentwicklungen, Künstlerbiografien und Stilen, ermöglichen KI-Systeme präzisere Vorhersagen über den Marktwert von Kunstwerken. Zudem finden KI-Tools Anwendung bei der Erkennung von Fälschungen, indem sie Muster analysieren und so zur Kunstauthentifizierung beitragen. Ein Beispiel stellt die Plattform Art Recognition dar. Auch im Bereich der Kunstkritik findet Künstliche Intelligenz zunehmend Anwendung. Mithilfe von Deep-Learning-Algorithmen können umfangreiche Daten zu Kunstgeschichte, Stilentwicklung und zeitgenössischen Trends analysiert werden. Auf dieser Basis lassen sich automatisierte Bewertungen und kritische Einschätzungen von Kunstwerken generieren. Ein Beispiel für den Einsatz von KI in der Kunstkritik ist das Projekt AI-Critique, bei dem ein KI-gestützter Kunstkritiker namens Aidan auf Basis umfangreicher Datenanalysen automatisierte Kunstrezensionen erstellt.

### KI und KI-Kunst in der Kunstgeschichte
Die wissenschaftliche Beschäftigung mit Künstlicher Intelligenz (KI) und KI-generierter Kunst ist ein interdisziplinäres Forschungsfeld, das sowohl Aspekte der Informatik als auch der Geistes- und Kulturwissenschaften umfasst.
Für die Kunst- und Bildwissenschaften stellt KI-Kunst vor allem einen theoretisch und methodisch zu erfassenden Untersuchungsgegenstand dar. Die Auseinandersetzung dieser Disziplinen mit digitalen Technologien ist jedoch keineswegs neu: Bereits seit den 1980er Jahren befasst sich die Kunstgeschichte insbesondere mit technologischen Entwicklungen im Bereich der Computer Vision sowie deren Anwendung in der Analyse von Bildmaterial. Ein aktuelles Beispiel für den wissenschaftlichen Einsatz von KI in der Bildwissenschaft ist das Forschungsprojekt Das digitale Bild. Es handelt sich dabei um eine Kooperation zwischen der Deutschen Forschungsgemeinschaft (DFG), der Ludwig-Maximilians-Universität München (LMU) und dem Bildarchiv Foto Marburg. Unterschiedliche Teilprojekte befassen sich theoretisch und praktisch mit Potenzialen und Herausforderungen des KI-Einsatzes in der kunsthistorischen Forschung.

## Kontroversen und Debatte
Es gibt einige Kontroversen zum Thema „KI-Kunst“. Da generative künstliche Intelligenz, meist ohne Erlaubnis, mit Werken echter Künstler trainiert wird, ist auch „KI-Kunst“ nur eine Mischung bereits existenter Werke. Außerdem könnte „KI-Kunst“ nicht mit dem Begriff der schönen Künste zu vereinbaren sein, da diese oft als „menschliche Hervorbringungen“ bezeichnet werden. (siehe: Kunst) Die Publikumsresonanz zeigt eine Voreingenommenheit gegenüber von KI-generierter Kunst: Werke werden tendenziell geringer geschätzt, wenn bekannt ist, dass sie mit Künstlicher Intelligenz erstellt wurden, unabhängig von deren objektiver Qualität.

### Stereotypisierung
KI-Kunst birgt auch einige Schwierigkeiten, darunter besonders die Reproduktion von Stereotypen. Wird in einem Prompt beispielsweise lediglich von einer „Person“ gesprochen, so ist diese meist ein weißer Mann. Spezifischere Anfragen werden ebenfalls entsprechend stereotypisiert. Enthält der Prompt das Stichwort „deutsch“ sind abgebildete Personen häufig in bayerischer Tracht abgebildet. Auch rassistische Vorurteile werden zum Beispiel von Gemini oder Stable Diffusion reproduziert.
Google reagiert auf die Problematik, indem sie am 23. Februar 2024 mitteilen, dass sie die bildgenerative KI-Komponente von Gemini vorübergehend pausieren. Das Unternehmen entschuldigt sich für unangemessene oder verletzende Inhalte und erkennt an, dass das Training der KI nicht ausgereicht hat, um Stereotypen vorzubeugen und dass die KI teilweise historische Inhalte zu Gunsten von Diversität überkorrigiert hat. So wurden beispielsweise bei Bildanfragen zu Nazis auch schwarze Soldaten generiert.
Auch Stable Diffusion ist anfällig für die Reproduktion von Vorurteilen und stand für verschiedene Punkte in der Kritik. Die Univerity of Washington konnte belegen, dass die Bildgeneration bei Prompts von „Personen“ meist männliche Personen abbildet. Prompts, die Frauen aus lateinamerikanischen Ländern enthalten, werden sexualisiert und als „NSFW“ (dt.: „Nicht sicher für die Arbeit“) gekennzeichnet.

### Deepfakes
Ein Deepfake ist ein künstlich generierter oder manipulierter Medieninhalt, bei dem durch KI-basierte Methoden das Gesicht, die Stimme oder Aussagen einer Person täuschend echt verändert oder nachgebildet werden.
Durch den Einsatz von künstlicher Intelligenz ist es besonders einfach geworden, Deepfakes in guter Qualität zu erstellen und zu verbreiten. Dies macht es schwer, solche zu erkennen und entsprechend darauf zu reagieren.
Das BSI listet verschiedene Möglichkeiten zur Erkennung manipulierter Inhalte. Beim Face-Swapping in etwa können Ränder am neu aufgesetzten Gesicht entstehen, durch die auch bei Kopfbewegungen Artefakte vom Original durchscheinen können. Genauso können Hautfarbe oder Farbnuancen im Gesicht voneinander abweichen. Es kann auch zu verwaschenen Konturen an Zähnen oder im Auge kommen. Unstimmigkeiten bei der Belichtung können ebenfalls auf einen Deepfake hindeuten.
Wenngleich Deepfakes nicht immer als Kunst klassifiziert werden können, werden sie jedoch mittels gleicher Technologie unter anderem dafür verwendet, Falschinformationen zu verbreiten oder Personen zu diskreditieren.

#### Deepfakes in der Kunstwelt
Ein Anwendungsbeispiel zu Deepfakes in der Kunst ist die Veränderung bestehender Werke wie etwa der Mona Lisa, deren Videoanimation in diversen sozialen Medien verbreitet wurde. Durch die Bildmanipulation wird der Eindruck erweckt, die Mona Lisa sei lebendig.
Ein weiteres bemerkenswertes Beispiel in der Kunstwelt findet sich im Salvador-Dalí-Museum in St. Petersburg, wo Besuchende seit 2019 von einer Deepfake-Darstellung des verstorbenen Künstlers Salvador Dalí durch das Museum geführt werden. Hierdurch werden historische Personen und deren Kunst auf eine Weise erlebbar gemacht, die ohne Deepfakes nicht vorstellbar wäre.
Dennoch bergen Deepfakes auch in der Kunst Gefahren, indem sie die Authentizität visueller Artefakte gefährden. Es gilt also zu hinterfragen, ob ein virtuell verfügbares Kunstwerk tatsächlich menschengemacht oder durch künstliche Intelligenz manipuliert ist. Zudem stellt sich die Frage, inwieweit die Manipulation von künstlerischem Erbe vertretbar ist.

### Urheberrecht
Grundsätzlich gelten auch für KI-Kunst die europäischen Regelungen zum Urheberrecht. Der Urheberrechtsanspruch gilt ab Schöpfung des Werks unter der Voraussetzung, dass eindeutig zuordenbare Merkmale anderer Kunstschaffender von menschlicher Hand im Sinne der persönlichen kreativen Entfaltung entstanden sind. Inwieweit Schadenersatzansprüche bei Verletzen des Urheberrechts geltend gemacht werden können, ist im Einzelfall zu prüfen. Dies gilt dann, wenn ein KI-generiertes Kunstwerk auf einem oder mehreren von Menschen geschaffenen Kunstwerken oder auf dem Stil von einer bestimmten kunstschaffenden Person basiert.
Nicht abschließend beantwortet hingegen ist die Frage nach dem Urheber eines freien KI-generierten Bildes. Aktuell gibt es für diese Bilder keinen Rechtsanspruch der generierenden Person, was bedeutet, dass KI-Kunst frei verwendbar ist. Zu beachten sind die jeweiligen Nutzungsbedingungen der Unternehmen, mit denen die Bilder erstellt werden.

## Weiterführende Literatur (Auswahl)
- Bernhard J. Dotzler, Berkan Karpat (Hrsg.): Götzendämmerung. Kunst und Künstliche Intelligenz (= KI-Kritik; Bd. 2), transcript: Bielefeld 2021, ISBN 978-3-8376-5976-4.
- Göran Hermerén: Art and artificial intelligence (= Cambridge elements. Elements in bioethics and neuroethics), Cambridge University Press: Cambridge 2024, ISBN 978-1-00-943178-1.
- Hanno Rauterberg: Die Kunst der Zukunft. Über den Traum von der kreativen Maschine (= edition suhrkamp; Bd. 2775), Suhrkamp: Berlin 2021, ISBN 978-3-518-12775-9.
- Jan Svenungsson: Art Intelligence. How Generative AI Relates to Human Art-Making (Digitale Gesellschaft; Bd. 73), transcript Verlag: 2024, ISBN 978-3-8376-7472-9.
- Joanna Zylinska: AI Art. Machine Visions and Warped Dreams, Open Humanities Press: London 2020, ISBN 978-1-78542-086-3.
- Manuela Lenzen: Künstliche Intelligenz. Was sie kann & was uns erwartet (= C.H. Becker Paperback; Bd. 6302)3, C. H. Beck: München 2019, ISBN 978-3-406-80663-6.
- Marcus Du Sautoy: Der Creativity Code. Wie künstliche Intelligenz schreibt, malt und denkt, C.H. Beck: München 2021, ISBN 978-3-406-76579-7.
- Merzmensch: KI-Kunst. Kollaboration von Mensch und Maschine (= Digitale Bildkulturen), Verlag Klaus Wagenbach: Berlin 2023, ISBN 978-3-8031-3735-7.
- Sol Hensfield: Die Kunst der Maschinen. Kreativität im Zeitalter der Künstlichen Intelligenz: Die Rolle von Künstlicher Intelligenz in der modernen Kunstwelt, Ahrensburg 2025, ISBN 978-3-384-47862-7.
- Stephanie Catani, Anna-Maria Hartmann (Hrsg.): Handbuch künstliche Intelligenz und die Künste (= De Gruyter Reference), De Gruyter: Berlin/Boston 2024, ISBN 978-3-11-065560-5.
- Theobald Oliver: Generative AI Art, Packt Publishing Ltd: Birmingham 2022, ISBN 979-8-36614360-8.
- Voigts, Eckart, Robin Auer, Dietmar Elflein, Sebastian Kunas, Jan Röhnert, Christoph Seelinger: Artificial Intelligent - Intelligent Art? Human-Machine Interaction and Creative Practice. (Digital Society - Digitale Gesellschaft). Bielefeld: transcript, 2024.[96]

## Belege
1. 1 2  Merzmensch: KI-Kunst. Kollaboration von Mensch und Maschine (= Digitale Bildkulturen). Wagenbach, Berlin 2023, ISBN 978-3-8031-3735-7, S. 8–10.
2. 1 2 3 4 5 6 7 8 9 10  Sol Hensfield: Die Kunst der Maschinen. Kreativität im Zeitalter der Künstlichen Intelligenz: Die Rolle von Künstlicher Intelligenz in der modernen Kunstwelt. tredition, Ahrensburg 2025, ISBN 978-3-384-47862-7, S. 95–96.
3. ↑  Fabian Offert: KI-basierte Verfahren in der bildenden Kunst. In: Stephanie Catani (Hrsg.): Handbuch Künstliche Intelligenz und die Künste. De Gruyter, Berlin 2024, ISBN 978-3-11-065560-5, S. 204–205.
4. 1 2 3 4  Emilia Karsupke: KI als Künstler? Eine Untersuchung von Erzeugnissen bildgenerativer künstlicher Intelligenz im deutschen Urheberrecht. Hochschule für Technik, Wirtschaft und Kultur Leipzig, 2024, S. 11 ().
5. ↑  A. M. Turing: Computing Machinery and Intelligence. In: Mind. Band 49, 1950, S. 433–460 (englisch,  [PDF]).
6. ↑  Philip T. Quinlan: Connectionism and psychology. a psychological perspective on new connectionist research. Harvester Wheatsheaf, New York 1991, ISBN 0-7450-0835-6, S. 1.
7. ↑  Frank Dietrich, S. 159,5 Visual Intelligence: The First Decade of Computer Art (1965–1975) In: Leonardo, Band 19, No. 2
8. ↑  Pamela McCorduck: Aaron's code: meta-art, artificial intelligence, and the work of Harold Cohen. W.H. Freeman, New York 1991, ISBN 0-7167-2173-2.
9. ↑  Priscila Arantes: Proceedings of the 9th International Conference on Digital and Interactive Arts: 23–25 October 2019, Braga, Portugal. 2nd edition Auflage. New York, New York 2020, ISBN 978-1-4503-7250-3.
10. ↑  Fine art print – crypto art. In: Kate Vass Galerie. Abgerufen am 7. Mai 2022.
11. ↑  Deep Learning: Wie Maschinen lernen lernen. Abgerufen am 6. April 2025.
12. ↑  Was ist Deep Learning? In: IBM. 17. Juni 2024, abgerufen am 6. April 2025.
13. ↑  Ian J. Goodfellow, Jean Pouget-Abadie, Mehdi Mirza, Bing Xu, David Warde-Farley: Generative Adversarial Networks. 10. Juni 2014, doi:10.48550/arxiv.1406.2661 (englisch, Online [PDF; abgerufen am 31. August 2022]).
14. ↑  Phillip Burgess: Generating AI “Art” with VQGAN+CLIP. In: Adafruit. Abgerufen am 20. Juli 2022 (englisch).
15. ↑  Michael Achmann, Christian Wolff: Computergestützte Bildtypenanalyse durch Zero-Shot Klassifikation mit CLIP. P337. Gesellschaft für Informatik e.V. (GI), Bonn 2023, ISBN 978-3-88579-731-9, S. 821–830 (uni-regensburg.de [abgerufen am 4. Februar 2025]).
16. ↑  Algorithmus zeichnet Beschreibungen: Ein Avocado-Sessel als Zukunft der KI. In: heise.de. 8. Januar 2021, abgerufen am 4. Februar 2025.
17. ↑  Alexander Mordvintsev, Christopher Olah, Mike Tyka: DeepDream - a code example for visualizing Neural Networks. Google Research, 2015, archiviert vom Original (nicht mehr online verfügbar) am 8. Juli 2015; abgerufen am 27. November 2022 (englisch).
18. ↑  Alexander Mordvintsev, Christopher Olah, Mike Tyka: Inceptionism: Going Deeper into Neural Networks. Google Research, 2015, archiviert vom Original (nicht mehr online verfügbar) am 3. Juli 2015; abgerufen am 27. November 2022 (englisch).
19. ↑  Christian Szegedy, Wei Liu, Yangqing Liu, Pierre Sermanet, Scott E. Reed, Dragomir Anguelov, Dumitru Erhan, Vincent Vanhoucke, Andrew Rabinovich: Going deeper with convolutions. IEEE Conference on Computer Vision and Pattern Recognition, CVPR 2015, Boston, MA, USA, June 7–12, 2015. IEEE Computer Society, 2015, S. 1–9, doi:10.1109/CVPR.2015.7298594, arxiv:1409.4842 (englisch).
20. ↑  Here's DALL-E: An algorithm learned to draw anything you tell it. In: NBC News. 27. Januar 2021, abgerufen am 23. Januar 2021 (englisch).
21. ↑  NUWA-Infinity. In: nuwa-infinity.microsoft.com. Abgerufen am 10. August 2022 (englisch).
22. ↑  James Vincent: All these images were generated by Google’s latest text-to-image AI. In: The Verge. Vox Media, 24. Mai 2022, abgerufen am 28. Mai 2022 (englisch).
23. ↑  Imad Khan: Google's Parti Generator Relies on 20 Billion Inputs to Create Photorealistic Images. In: CNET. Abgerufen am 23. Juni 2022 (englisch).
24. ↑  Tools and Resources for AI Art. Archiviert vom Original (nicht mehr online verfügbar) am 4. Juni 2022; abgerufen am 26. Juni 2022 (englisch).
25. ↑  Stable Diffusion Public Release. Abgerufen am 1. September 2022 (britisches Englisch).
26. ↑  Ceb Stable Diffusion. In: blendermarket.com. Abgerufen am 20. Oktober 2022 (englisch).
27. ↑  Juliette Mansour: Hinweise zum Erkennen KI-generierter Bilder. In: Faktencheck. AFP, 26. April 2024, abgerufen am 13. Januar 2025 (Übersetzung von von Saladin Salem).
28. ↑  Evelyn Vogel: Was Codes und KI mit dem Weben und der Textilkunst zu tun haben. 8. Oktober 2024, abgerufen am 22. November 2024.
29. ↑  Wie Mensch und Maschine gemeinsam Kunst schaffen. In: mdr.de. Abgerufen am 22. November 2024.
30. ↑  Studie: KI generiert erstmals bessere Gedichte als Menschen. 14. November 2024, abgerufen am 22. November 2024.
31. ↑  Ludwig van Beethoven, Beethoven Orchestra Bonn*, Dirk Kaftan – X The AI Project. In: Discogs. Abgerufen am 21. September 2023.
32. ↑  Kunst und Gegenwart (1/3) - Wie Technologie unsere Welt repräsentiert, beeinflusst und verändert. In: deutschlandfunk.de. 25. September 2022, abgerufen am 22. November 2024.
33. ↑  Ars Electronica Festival 2018. Abgerufen am 22. November 2024.
34. ↑  Kerstin Kullmann: (S+) Medienkünstler Alexander Peterhaensel und sein Projekt "Smile to Vote". In: Der Spiegel. 7. September 2018, ISSN 2195-1349 (spiegel.de [abgerufen am 22. November 2024]).
35. ↑  NEUSTART für Bildende Künstlerinnen und Künstler - Start - Projekte - Details zum Projekt. Abgerufen am 22. November 2024.
36. ↑  lab30: Erfolgreicher Neustart des Medienkunstfestivals. Abgerufen am 22. November 2024.
37. 1 2  Giacomo Maihofer: KI-Künstler Botto: "Wir sehen, wie anders Maschinen denken". 10. November 2024, abgerufen am 18. November 2024.
38. ↑  Urheberrecht und künstliche Intelligenz: Werk ohne Autor. 21. September 2023, abgerufen am 22. November 2024.
39. ↑  KI-Kunst: Die Suche nach dem Zauberspruch. 12. Dezember 2021, abgerufen am 22. November 2024.
40. ↑  Claudia Fenkart: Kunst im Cyperspace. In: arsmondo. 28. Januar 2024, abgerufen am 22. November 2024.
41. ↑  KI-Kunstmaschine Botto: Zeigt dieses Kryptoprojekt die Zukunft der Arbeitswelt? 29. Oktober 2021, abgerufen am 22. November 2024.
42. 1 2  Exorbitant Stage: Botto, a Decentralized AI Artist – Contemporary NFT. In: sothebys.com. Abgerufen am 18. November 2024 (englisch).
43. ↑  Stefan Dege: Wie KI die Kunstszene durcheinanderwirbelt. In: DW Kultur. 21. November 2024, abgerufen am 15. März 2025.
44. ↑  Elena Fontaine: Kunst und Künstliche Intelligenz: Wie KI die Kreative Landschaft verändert. In: Composition Gallery. Abgerufen am 15. März 2025.
45. ↑  Cornelia Oßwald-Hoffmann: Life`s but a walking shadow. Ein Rundgang durch die virtuelle Ausstellung. In: Bernhard J. Dotzler, Berkan Karpat (Hrsg.): Götzendämmerung – Kunst und Künstliche Intelligenz. transcript, Bielefeld 2021, ISBN 978-3-8376-5976-4, S. 18–19.
46. ↑  Georg Nees. In: Medien-Kunst-Netz. Abgerufen am 15. März 2015.
47. ↑  A. Michael Noll: The Howard Wise Gallery Show Computer-Generated Pictures (1965) A 50th-Anniversary Memoir. In: Leonarda. Vol. 49, Nr. 3, 2016, S. 232–239.
48. ↑  Jasia Reichardt: Introduction. In: Jasia Reichardt (Hrsg.): Cybernetic Serendepity. The Computer and the Arts. 1. Auflage. London 1968, S. 5–8.
49. ↑  Der Algorithmus des Manfred Mohr. In: Zentrum für Kunst und Medien Karlsruhe (ZKM). Abgerufen am 15. März 2015 (englisch).
50. ↑  Angela Krewani: Technische Welten, Kunst und Künstliche Intelligenz. In: Bernhard J. Dotzler, Berkan Karpat (Hrsg.): Götzendämmerung – Kunst und Künstliche Intelligenz. 1. Auflage. transcript, Bielefeld 2021, ISBN 978-3-8376-5976-4, S. 75.
51. ↑  Bernhard J. Dotzler, Berkan Karpat (Hrsg.): Götzendämmerung – Kunst und Künstliche Intelligenz. transcript, Berlin 2021, ISBN 978-3-8376-5976-4.
52. ↑  Götzendämmerung. Twilight of the Idols. Virtuelle Ausstellung. In: Künstlerverbund im Haus der Künste. Abgerufen am 15. März 2025.
53. ↑  Alles Kunst! Meisterwerke der Künstlichen Intelligenz. In: Der Rintelner. Das Stadtmagazin für Rinteln und Umgebung. 1. Februar 2013, abgerufen am 17. März 2015 (englisch).
54. ↑  Home. Abgerufen am 25. Mai 2025.
55. ↑  Doloresz Katanich: The world's first AI art gallery opens in Amsterdam. In: Euronews. 21. März 2023, abgerufen am 19. März 2025 (englisch).
56. ↑  Lois Beckett: World’s first AI art museum to explore ‘creative potential of machines’ in LA. In: The Guardian. 25. September 2024, abgerufen am 19. März 2025 (englisch).
57. ↑  Markus Böhm: Umstrittenes Siegerbild. Werk aus KI-Generator gewinnt bei Kunstwettbewerb. In: Spiegel. 1. September 2022, abgerufen am 19. März 2015.
58. ↑  Rachel Metz: AI won an art contest, and artists are furious. In: CNN Business. 3. September 2022, abgerufen am 19. März 2025 (englisch).
59. ↑  Sony World Photography Awards. Künstliche Intelligenz im Spiel: Berliner Fotograf lehnt Preis. In: Monopol. Magazin für Kunst und Leben. 18. April 2023, abgerufen am 19. März 2025.
60. ↑  Boris Eldagsen: Sony World Photography Awards: Stellungnahme. In: Boris Eldagsen Homepage. 13. April 2023, abgerufen am 19. März 2025.
61. ↑  Christoph Künne, Olaf Giermann, Michael J. Hußmann, Doc Baumann (Hrsg.): Promptologie. Was Kreative jetzt über Bild-KI wissen müssen. DOCMA, 2023, ISBN 978-3-9825574-0-3, S. 52.
62. ↑  Startseite. In: lumenprize.com. Abgerufen am 20. März 2025 (englisch).
63. ↑  Human AI Art Award 2024. In: Kunstmuseum Bonn. Abgerufen am 20. März 2025 (englisch).
64. ↑  Prix Ars Electronica. In: Ars Electronica. Abgerufen am 21. März 2025 (englisch).
65. ↑  Paul Trillo: Washed out "The Hardest Part". In: Ars Electronica. 2024, abgerufen am 21. März 2025 (englisch).
66. ↑  KI-Kunstwerk bei Christie's für gut 432 000 Dollar versteigert. In: Monopol Magazin. Abgerufen am 22. November 2024.
67. ↑  Christie's versteigert Werk eines Algorithmus. In: monopol-magazin.de. Abgerufen am 22. November 2024.
68. ↑  Memories of Passersby. Abgerufen am 7. Mai 2025 (englisch).
69. ↑  Artificial Intelligence and the Art of Mario Klingemann. In: Sotheby´s. 8. Februar 2019, abgerufen am 21. März 2025 (englisch).
70. 1 2  Refik Anadol: Machine Hallucinations – Space: Metaverse NFT Collection at Sotheby`s. In: Refik Anadol Homepage. Abgerufen am 21. März 2025 (englisch).
71. ↑  Refik Anadol: Machine Hallucinations – Space: Metaverse. In: Sotheby´s. Abgerufen am 21. März 2025.
72. ↑  Refik Anadol. Machine Hallucinations (Ausstellung). In: Kunstpalast Düsseldorf. Abgerufen am 21. März 2025.
73. ↑  Casa Batlló makes history in the digital art space: Refik Anadol's NFT auctioned at Christie's. 11. Mai 2022, abgerufen am 22. November 2024 (englisch).
74. ↑  REFİK ANADOL DONATES 1.700.000 EURO TO UNICEF. Abgerufen am 22. November 2024 (englisch).
75. ↑  KI-Kunst: Sotheby’s versteigert Turing-Porträt des Roboters Ai-Da. 16. Oktober 2024, abgerufen am 22. November 2024.
76. ↑  Sotheby's versteigert Roboter-Bild für Million. In: monopol-magazin.de. Abgerufen am 22. November 2024.
77. ↑  Richard Whiddington: Mario Klingemann’s Botto A.I. Rings in Its Third Year With a Sotheby’s Sale. 17. Oktober 2024, abgerufen am 22. November 2024 (amerikanisches Englisch).
78. ↑  Key Metrics. In: Botto Homepage. Abgerufen am 22. März 2025 (englisch).
79. ↑  Nicole Sales Giles, Sebastian Sanchez: Cancel the Christie's AI Art Auction. In: Open Letter. 8. Februar 2025, abgerufen am 26. März 2025 (englisch).
80. ↑  Erste Auktion mit KI-Kunst blieb hinter Erwartungen zurück. In: Der Standard. 6. März 2025, abgerufen am 26. März 2025.
81. ↑  Steffen König: KI-Kunstkritiker Aiden – Wenn Algorithmen Kunst beurteilen. In: SWR Kultur. 29. November 2024, abgerufen am 27. März 2025.
82. ↑  Peter Bell: Maschinelles Sehen. Computer Vision und Kunstgeschichte (Podcast). In: L.I.S.A. Wissenschaftsportal der Gerda Henkel Stiftung. 4. November 2024, abgerufen am 27. März 2025.
83. ↑  DFG Schwerpunktprogramm - Das digitale Bild. Abgerufen am 7. Mai 2025.
84. ↑  Projektabstract: Reflexionsbasierte künstliche Intelligenz in der Kunstgeschichte – erklärbare hybride Modelle für die Bild-ersuche und -analyse. In: Das digitale Bild. Abgerufen am 27. März 2025.
85. ↑  Alwin de Rooij: Bias Against Artificial Intelligence in Visual Art: A Meta-Analysis. OSF, 23. November 2024, S. 23–24, doi:10.31234/osf.io/n4jdy.
86. ↑  AI image generator Stable Diffusion perpetuates racial and gendered stereotypes, study finds. In: UW News. Abgerufen am 6. April 2025 (englisch).
87. ↑  Gemini image generation got it wrong. We'll do better. 23. Februar 2024, abgerufen am 6. April 2025 (amerikanisches Englisch).
88. ↑  Unmasking Racism in AI: From Gemini’s Overcorrection to AAVE Bias and Ethical Considerations – Race & Social Justice Review. 2. April 2024, abgerufen am 6. April 2025 (amerikanisches Englisch).
89. ↑  AI image generator Stable Diffusion perpetuates racial and gendered stereotypes, study finds. In: UW News. Abgerufen am 6. April 2025 (englisch).
90. 1 2  Deepfakes - Gefahren und Gegenmaßnahmen. Archiviert vom Original (nicht mehr online verfügbar) am 13. März 2025; abgerufen am 6. April 2025 (deutsch).
91. ↑  Qianqian Jiang, Jeanhun Chung: A Case Study of Creative Art Based on AI Generation Technology. In: The Institute of Internet, Broadcasting and Communication (Hrsg.): International Journal of Advanced Smart Convergence. Band 12, Nr. 2, 2023, S. 84–89.
92. ↑  Leonid L. Kontsevich, Christopher W. Tyler: What makes Mona Lisa smile? In: Vision Research. Band 44, Nr. 13, 1. Juni 2004, ISSN 0042-6989, S. 1493–1498, doi:10.1016/j.visres.2003.11.027 (sciencedirect.com [abgerufen am 6. April 2025]).
93. 1 2  Ethik der Deepfake-Kunst: Manipulation und Authentizität in der zeitgenössischen Kunstwelt. Abgerufen am 6. April 2025 (deutsch).
94. ↑  Bundesministerium der Justiz: Künstliche Intelligenz und Urheberrecht - Fragen und Antworten -. März 2024.
95. ↑  Urheberrecht: Worauf bei KI-Bildern zu achten ist. 28. Januar 2024, abgerufen am 6. April 2025.
96. ↑  Eckart Voigts, Robin Markus Auer, Dietmar Elflein, Sebastian Kunas, Jan Röhnert, Christoph Seelinger: Artificial Intelligence – Intelligent Art? (PDF) In: transcript-verlag.de. 2024, abgerufen am 17. April 2025 (englisch).